# Armilla salvavides

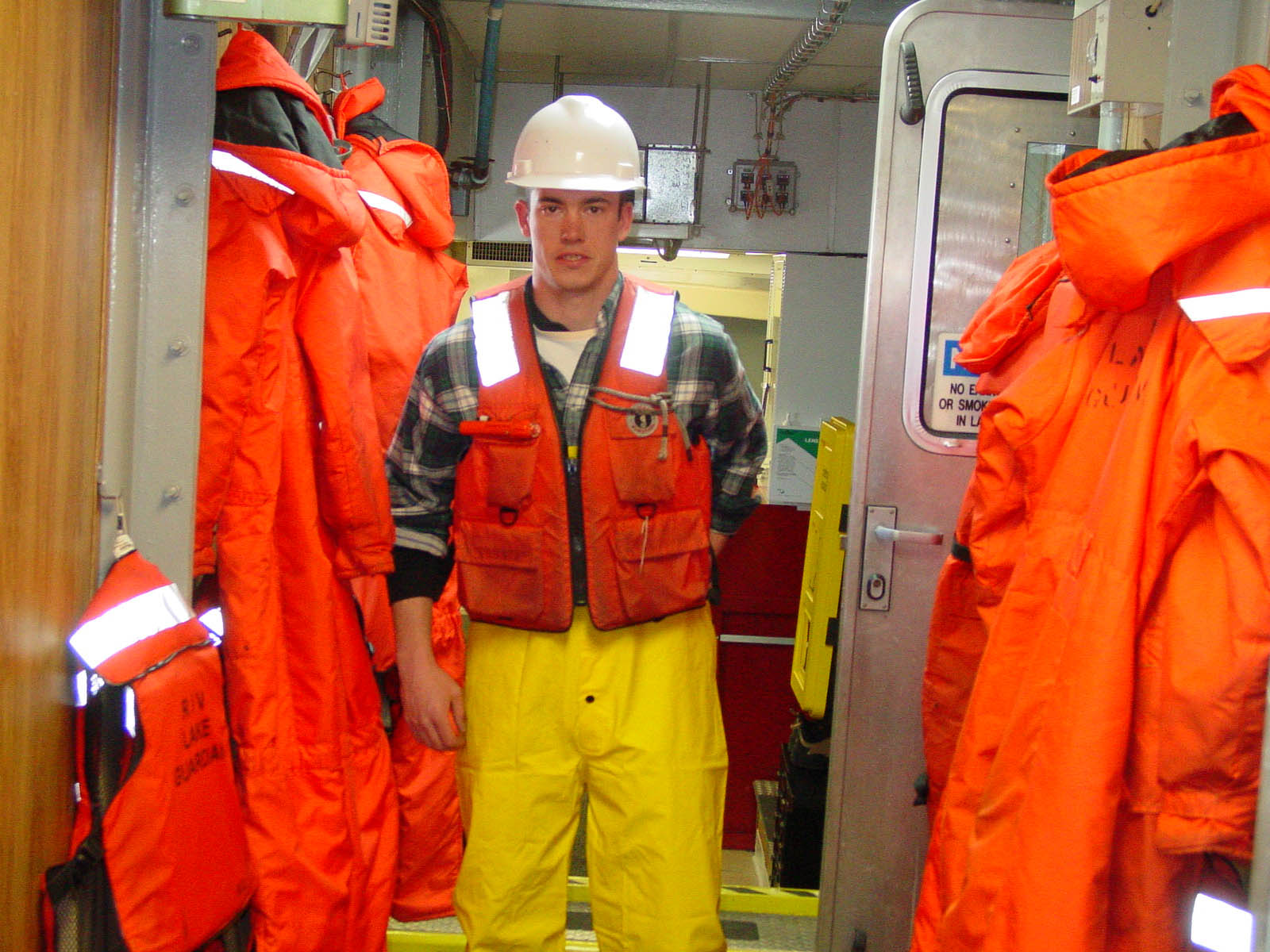
Un home portant una armilla salvavides, amb una altra armilla penjada a la part inferior esquerra.

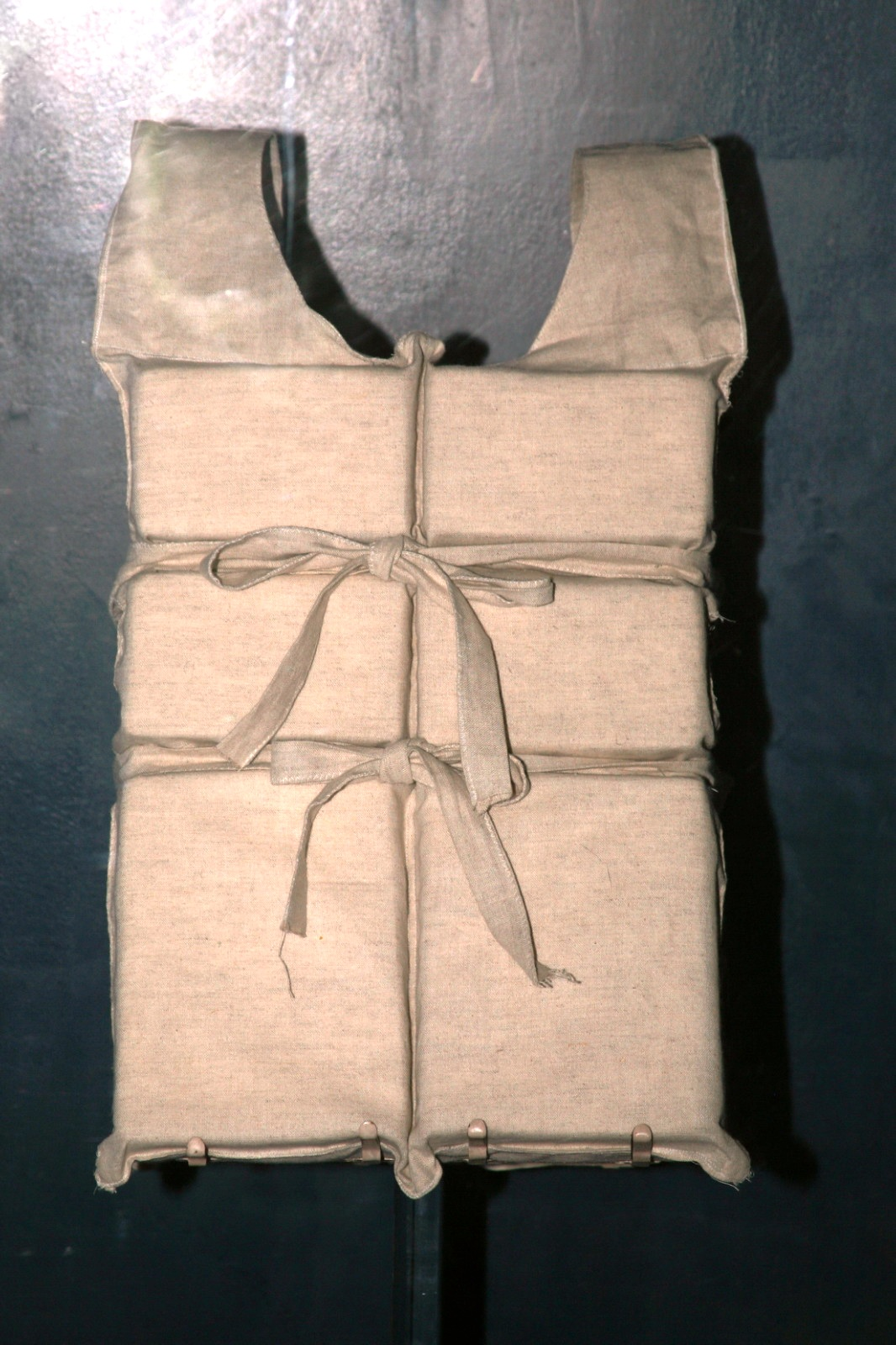
Armilla salvavides del Titanic.

Una armilla salvavides és una peça d'equipament que va situat a la part del tronc de la persona i serveix per mantenir la flotabilitat del cos i el cap per sobre de l'aigua. S'utilitza en piscines, llacs, rius i mars. Està dissenyada perquè doni la volta a una persona inconscient que estigui cap per avall dins l'aigua.
La seva flotabilitat pot ésser permanent (gràcies al farciment de suro o materials plàstics) o inflables. Les més usades i fiables són les primeres, però les inflables ofereixen l'avantge de poder-se portar tot i fer feines a bord, donada la seva major comoditat; aquest fet és especialment important quan hi ha un gran risc de caure a l'aigua, com pot ser en vaixells de pesca.
Les armilles salvavides inflables consten de dos compartiments independents que es poden inflar de tres formes: automàticament quan es submergeix dins l'aigua, activant el sistema manualment i introduint aire mitjançant uns tubs. En els dos primers casos entra un gas que prové s'unes ampolles presuritzades.